# Jonas Olsen
Jonas Faraasen Olsen (Halden, 23 april 1988) is een Noors voetballer die als aanvaller bij Ullern IF speelt.
Olsen begon in de jeugd bij Berg IL en Kvik Halden FK. Bij Kvik debuteerde hij in 2006 en scoorde hij sindsdien in 80 wedstrijden 97 doelpunten in de Noorse lagere divisies. In 2009 werd hij door MVV naar Nederland gehaald. Zijn contract werd na afloop van het seizoen 2010/2011 niet verlengd en Olsen keerde terug naar zijn oude club in Noorwegen. Na een zware blessure speelde hij in 2013 nog vier wedstrijden voor IF Birkebeineren waarna hij wederom geblesseerd raakte. In 2014 hielp hij vrienden bij het lage amateurteam Tistedalen IF. Sinds 2015 speelt Olsen bij Ullern IF.

## Statistieken
| Seizoen        | Club           | Land      | Competitie     | Wed. | Goals |
| -------------- | -------------- | --------- | -------------- | ---- | ----- |
| 2006           | Kvik Halden FK | Noorwegen | -              | 19   | 20    |
| 2007           | Kvik Halden FK | Noorwegen | -              | 26   | 24    |
| 2008           | Kvik Halden FK | Noorwegen | -              | 23   | 38    |
| 2009           | Kvik Halden FK | Noorwegen | -              | 12   | 15    |
| 2009/10        | MVV            | Nederland | Eerste divisie | 9    | 1     |
| 2010/11        | MVV Maastricht | Nederland | Eerste divisie | 21   | 3     |
| 2011/12        | Kvik Halden FK | Noorwegen | -              | -    | -     |
| Totaal         | Totaal         | Totaal    | Totaal         | 110  | 101   |
| Bijgewerkt tot | 26-02-2011     |           |                |      |       |